# Deodoro
Deodoro este un cartier (bairro) din Rio de Janeiro, Brazilia. Situat în zona de est (Zona Oeste) a orașului, este delimitat la nord de Avenida Brasil și la vest de Madureira. Este un cartier de oameni din clasa de mijloc.
Deodoro va fi una dintre cele patru „zone olimpice” din cadrul Jocurilor Olimpice de vară din 2016 și ale Jocurilor Paralimpice din același an. Va găzdui probele de pentatlon modern, rugby în VII, echitație, hochei pe iarbă, tir, ciclism montan, ciclism BMX și caiac canoe slalom.